# United States Chess League 2005
Die United States Chess League 2005 war die erste Austragung der United States Chess League, der US-amerikanischen Mannschaftsmeisterschaft im Schach.
Meister wurde die Mannschaft der Baltimore Kingfishers, der Wettbewerb wurde mit den acht Gründungsmitgliedern Baltimore Kingfishers, New York Knights, Boston Blitz, Philadelphia Inventors, San Francisco Mechanics, Miami Sharks, Dallas Destiny und Carolina Cobras (beheimatet in Durham (North Carolina)) ausgetragen.
Zu den gemeldeten Mannschaftskadern siehe Mannschaftskader der United States Chess League 2005.

## Spieltermine
Die Wettkämpfe der Vorrunde (Regular Season) fanden statt am 31. August, 7., 14., 21. und 28. September, 5., 12., 19. und 26. Oktober sowie am 2. November 2005. Die Halbfinalwettkämpfe wurden am 9. November gespielt, das Finale am 23. November. Alle Wettkämpfe wurde via Internet auf dem Server des Internet Chess Club gespielt.

## Modus
Die acht teilnehmenden Teams wurden in zwei Vierergruppen (Eastern Division und Western Division) eingeteilt. Jede Mannschaft spielte je zweimal gegen die Mitglieder der gleichen Gruppe und je einmal gegen die Teams der anderen Gruppe. Über die Platzierung entschied zunächst die Anzahl der Mannschaftspunkte (ein Punkt für einen Sieg, ein halber Punkt für ein Unentschieden, kein Punkt für eine Niederlage), anschließend die Zahl der Brettpunkte (ein Punkt für einen Sieg, ein halber Punkt für ein Unentschieden, kein Punkt für eine Niederlage). Die beiden Ersten jeder Gruppe qualifizierten sich für die Finalrunde (Playoff), die im k.-o.-System ausgetragen wurde.

## Vorrunde

### Gruppeneinteilung
Die acht Mannschaften wurden wie folgt in die zwei Vorrunden eingeteilt:
| Eastern Division       | Western Division        |
| ---------------------- | ----------------------- |
| New York Knights       | San Francisco Mechanics |
| Baltimore Kingfishers  | Miami Sharks            |
| Boston Blitz           | Dallas Destiny          |
| Philadelphia Inventors | Carolina Cobras         |

### Eastern Division
Vor der letzten Runde hatten sich New York und Baltimore bereits für das Halbfinale qualifiziert.

#### Abschlusstabelle
| Pl. | Verein                 | Sp | G | U | V | MP      | Brett-P.  |
| --- | ---------------------- | -- | - | - | - | ------- | --------- |
| 01. | New York Knights       | 10 | 7 | 2 | 1 | 8,0:2,0 | 25,5:14,5 |
| 02. | Baltimore Kingfishers  | 10 | 6 | 1 | 3 | 6,5:3,5 | 24,0:16,0 |
| 03. | Boston Blitz           | 10 | 2 | 4 | 4 | 4,0:6,0 | 18,0:22,0 |
| 04. | Philadelphia Inventors | 10 | 2 | 3 | 5 | 3,5:6,5 | 16,0:24,0 |

#### Entscheidungen
|  | qualifiziert für das Halbfinale: New York Knights, Baltimore Kingfishers |

### Western Division
Auch hier standen mit San Francisco und Miami die beiden Halbfinalisten schon vor der letzten Runde fest. Zwei Wettkämpfe der Miami Sharks konnten nicht regulär beendet werden und wurden nach Vereinbarung mit den Gegnern 2:2 gewertet. Im Wettkampf gegen Dallas Destiny in der dritten Runde fiel die Internetverbindung aus, der Wettkampf der neunten Runde gegen die Carolina Cobras konnte wegen des Hurrikans Wilma nicht gespielt werden.

#### Abschlusstabelle
| Pl. | Verein                  | Sp | G | U | V | MP      | Brett-P.  |
| --- | ----------------------- | -- | - | - | - | ------- | --------- |
| 01. | San Francisco Mechanics | 10 | 5 | 2 | 3 | 6,0:4,0 | 22,0:18,0 |
| 02. | Miami Sharks            | 10 | 4 | 3 | 3 | 5,5:4,5 | 19,5:20,5 |
| 03. | Dallas Destiny          | 10 | 2 | 3 | 5 | 3,5:6,5 | 18,5:21,5 |
| 04. | Carolina Cobras         | 10 | 1 | 4 | 5 | 3,0:7,0 | 16,5:23,5 |

#### Entscheidungen
|  | qualifiziert für das Halbfinale: San Francisco Mechanics, Miami Sharks |

## Endrunde

### Übersicht
|  | Halbfinale              | Halbfinale |                       |              | Finale | Finale |
|  |                         |            |                       |              |        |        |
|  |                         |            |                       |              |        |        |
|  | New York Knights        | 1½         |                       |              |        |        |
|  | Baltimore Kingfishers   | 2½         |                       |              |        |        |
|  |                         |            | Baltimore Kingfishers | 3½           |        |        |
|  |                         |            |                       | Miami Sharks | ½      |        |
|  | San Francisco Mechanics | 1½         |                       |              |        |        |
|  | Miami Sharks            | 2½         |                       |              |        |        |
|  |                         |            |                       |              |        |        |

### Entscheidungen
|  | US-amerikanischer Mannschaftsmeister: Baltimore Kingfishers |

### Halbfinale
In beiden Halbfinalwettkämpfen konnten sich die Vorrundenzweiten durchsetzen. Während Baltimore bereits in der Vorrunde gegen New York gewann, hatte Miami beide Vorrundenspiele gegen San Francisco verloren.

### Finale
Der nominelle Außenseiter Baltimore landete gegen Miami einen deutlichen Sieg.

## Auszeichnungen

### Most Valuable Player
Der Titel des Most Valuable Player (MVP) wurde aufgrund der Vorrundenergebnisse vergeben. Für eine Gewinnpartie am ersten Brett erhielt ein Spieler vier Punkte, für eine Niederlage wurden ihm vier Punkte abgezogen. Am zweiten Brett wurden analog drei Plus- beziehungsweise Minuspunkte vergeben, am dritten und vierten Brett je zwei. Zusätzlich wurde für jede mit den schwarzen Steinen erreichte Gewinn- und Remispartie ein Punkt gutgeschrieben. Den Titel gewann Pascal Charbonneau (Baltimore) mit 16 Punkten, auf den Plätzen 2 und 3 folgten Elvin Wilson (Philadelphia) mit 14 Punkten und Gregory Baylovsky (New York) mit 13 Punkten.

### All Star Teams
Es wurden zwei All Star Teams nominiert. Dem ersten Team gehörten Pascal Charbonneau, Lev Milman (Carolina), Gregory Baylovsky und Elvin Wilson an, dem zweiten Julio Becerra (Miami), Tegshsuren Enkhbat (Baltimore), David Pruess (San Francisco) und Katerina Rohonyan (Baltimore).

### Game of the Year
Nach jeder Runde wurde eine Partie der Woche (Game of the Week) gewählt, aus den 12 Partien der Woche wurde die Partie des Jahres (Game of the Year) gewählt. Der Titel ging an Pascal Charbonneau für seine Gewinnpartie gegen Larry Christiansen (Boston) aus der vierten Runde, auf den nächsten Plätzen folgten die Gewinnpartien von Larry Christiansen gegen Lev Milman aus der dritten Runde sowie von David Pruess gegen Blas Lugo (Miami) aus dem Halbfinale.

## Die Meistermannschaft
| 1.            | Baltimore Kingfishers |
| Schachfiguren | Pascal Charbonneau, Tegshsuren Enkhbat, Bruci Lopez, Larry Kaufman, Katerina Rohonyan, John Rouleau, Battsetseg Tsagaan, Raymond Kaufman. |